# Ignacio Girona y Targa
Ignacio Girona y Targa (n. Tárrega, Lérida; 1781 - f. Barcelona; 1867), es el fundador de la Casa Girona, un conjunto de empresas familiares que participaron en la creación de entidades bancarias, prospecciones mineras, metalurgia, inversiones en seguros, obras de infraestructuras, etc. Fue también el patriarca de una centenaria saga de empresarios, pues sus hijos fueron importantes empresarios de la Cataluña y España del siglo XIX, en especial, Manuel en Barcelona y Jaime en Madrid y Bilbao; continuaron algunos nietos en el siglo XX, como Ignacio y Juan Girona y Vilanova, Manuel Henrich y Girona, Carlos Sanllehý y Girona.

## Biografía
Nace en Tárrega en 1781. Entra en el negocio telas de su padre, José Antonio Girona y Castelltort. En 1803 su padre lo envía a Barcelona a seguir estudios de comercio. Ignacio y su hermano Ramón se establecen definitivamente en Barcelona. En Barcelona se casó dos veces y durante 25 años tuvo 8 hijos. Consolidó el grupo familiar, asumiendo la función de organizar, desde una estructura patriarcal, al conjunto sus miembros.
Ignacio tenía dos hermanos varones: Gaspar y Ramón. Gaspar Girona y Targa nació en Tárrega en 1785. Siguió la carrera militar donde llegó al grado de teniente coronel de Infantería. Murió soltero en Tárrega, donde vivió los últimos su vida, en 1858. Por su parte, Ramón Girona y Targa nació en Tárrega entre 1794 y 1795, dedicando su vida a las actividades industriales y comerciales. Se casó con 40 años con Ana Font de quien tuvo dos hijos: María del Remei y Juan Girona y Font. Juan Girona y Font estudió medicina en Barcelona y ejerció como médico, siendo uno de los médicos que estaba presente cuando el atentado con bomba del Liceo en 1893 y que estuvo atendiendo a todos los heridos. Su hijo, Juan Girona y Fontanals tuvo a su vez dos hijos: Juan y Alicia Girona y Alemany, de los cuales el primero murió joven sin hijos, y la segunda es la última persona viva que lleva el apellido de los Girona de Tárrega, teniendo varios descendientes pero ya son Bosch y Girona.

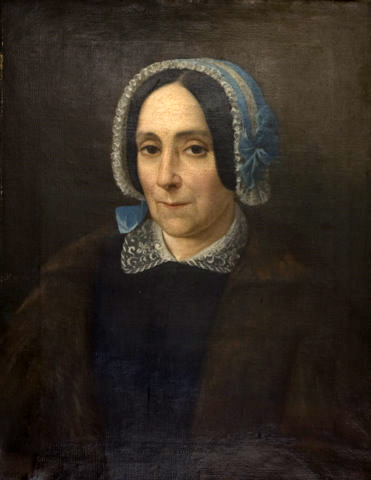
Retrato de Rita Agrafel y Obrador ca 1850, con una gran capa de marta cibelina, que era la piel más cara de la época y que hace tiempo no existe por no criarse en cautividad.

En 1806, Ignacio Girona y Targa se casa con Antonia Agrafel y Obrador, hija de un relojero con orígenes familiares en Selzach, entonces Francia y ahora Suiza, con la que tuvo 3 hijos: Juan, Mercedes y Antonia. Ignacio y su mujer compartían vivienda con sus suegros y cuñados. En la Barcelona todavía amurallada, esto era normal, pues no había espacio para todo el mundo que quería vivir en ella. Primero mueren sus suegros y cuñados, luego murió su mujer Antonia, quedando en la casa la última hermana Agrafel, Rita, con la que se casó. Con Rita tuvo 5 hijos que llegaron a la edad adulta: Manuel, Ignacio, Jaime, Esperanza y Casimiro.
Con la llegada a Barcelona de las tropas de Napoleón Bonaparte regresa a Tárrega, donde permanece durante la Guerra de Independencia entre 1808 y 1812. En Tárrega es perseguido por los franceses y cuando lo tienen casi, se oculta en la capilla de la virgen del Remei (Remedio) y los perseguidores pasan de largo, por lo que la convierte en la patrona de su familia.
Durante los 20 años siguientes, se dedicó básicamente a las actividades financieras y comerciales, préstamo de dinero tanto a particulares como al Estado (compra de Deuda Pública), arrendamiento de derechos señoriales, comercialización de productos y adquisición de bienes en la desamortización de Mendizábal. En las operaciones de mayor envergadura actuaba con socios, como cuando estableció una fábrica de indianas (telas estampadas) en la calle Freixures de Barcelona.
En 1812 funda la empresa Girona y Cía., teniendo como socios a su hermano Ramón, José Ceriola, Antonio Mitjana y Tomás Capella (se liquida en 1844). Esta empresa se dedica a las actividades más diversas, como las de banca y finanzas, industrias, obras públicas, derechos sobre el consumo de aguardiente, administración del tabaco, participación en la rede de hospitales públicos del Principado, etc.
Durante los años 1820-1823 participa de forma activa en la compra de bienes desamortizados, pero sobre todo participa, más adelante, en la venta de los bienes subastados procedentes de las desamortizaciones de Mendizábal (1836 y Espartero (1841).
A partir de los años 1830, se dio cuenta de que, para afrontar las nuevas expectativas de desarrollo económico, necesitaba establecer una nueva estrategia profesional. Liquida su casa de comercio y en 1839 constituye con sus hijos mayores de edad (Juan y Manuel) y un socio de su absoluta confianza (Juan Bautista Clavé, también de Tárrega) la sociedad mercantil «Girona Hermanos, Clavé y Compañía». Esta sociedad, bajo su batuta, se convertiría en la base de un proceso de constitución de compañías que él definía como la Casa Girona y que, con el tiempo, se fueron configurando con capital exclusivamente familiar. En la sociedad se fueron integrando los restantes hermanos varones a medida que iban siendo mayores de edad. La dirección recayó primero en su hijo Manuel con el socio Clavé, a la que luego se añadió su hijo Ignacio.
En esta época, ya había comenzado a consolidar su fortuna y se siente atraído por la comercialización de los productos agrarios. Viendo la posibilidad de deshacerse de la Deuda Pública, destina parte de este capital a comprar fincas rústicas, especialmente las desamortizadas. Lérida había quedado al margen de la revolución industrial pero tenía un fuerte crecimiento económico de carácter agrario. Para ello, en 1839 desplazó a su hijo mayor, Juan, a Lérida para que se ocupase de comprar tierras que se viesen beneficiadas por la construcción del futuro Canal de Urgel (construido más tarde por la propia empresa familiar), como el Castell del Remey, el Ferrocarril de Zaragoza a Barcelona, (también construida por la empresa familiar, tras construir la línea de Barcelona a Granollers) y diversas carreteras. Para él todas las actividades económicas (agrarias, comerciales, industriales y financieras) eran un conjunto y no creía necesario especializarse en una rama.
Ignacio Girona y Targa fue el que puso los fundamentos de lo que sería la «Casa Girona», y cuando sus hijos fueron llegando a la edad adulta, su actividad económica y profesional se fue diversificando. El conjunto de los negocios emprendidos por los miembros de la familia, aunque fuesen de naturaleza diversa, estaban vertebrados por un sentido unitario que les confería la casa, de la cual ninguno de los 5 hijos se separó antes de la liquidación definitiva. Desde su creación en 1839 hasta su liquidación en 1867 la empresa familiar destacó en los campos de los seguros, la industria, finanzas y, en especial, una febril actividad constructora de obras públicas. Aunque este periodo coincidió con sus últimos 20 años de vida, y que la dirección y administración de las sociedades recaía en sus hijos, el padre siempre mantuvo un papel muy activo en la organización de los negocios familiares. Participar y favorecer la dinámica de los cambios que experimentaba el país, no era posible sino se tenía una visión global de las transformaciones de los sectores económicos, y él la tenía. Entre 1839 y 1867 su fortuna personal tuvo crecimiento espectacular: multiplicó por 125 su capital.
Para conservar la armonía familiar y evitar las peleas entre sus descendientes (cuando el padre se salió de la sociedad Girona Hermanos en 1855, y dividió su capital entre todos los hijos, ya hubo roces con Pablo Enrich, el viudo de su hija pequeña, Esperanza), decidió dividir su fortuna en 8 partes iguales para cada uno de sus hijos o, en caso de fallecimiento, de sus descendientes. Era consciente de que con esta decisión rompía con una tradición familiar por la que la fortuna de los Girona pasaba de hijo mayor en hijo mayor (hereu). Para conservar de alguna forma la tradición, pasó las fincas que había heredado de sus padres a su hijo mayor, Juan. Los hijos recibieron así, ya en vida del padre, una parte importante de la fortuna a cuenta de la herencia.
Al morir en Barcelona el 19 de enero de 1867, dejó una herencia de 350.000 duros, que sumados a los 255.000 duros que ya había repartido en 1855 entre sus descendientes, constituyen una cifra extraordinaria, sobre todo, si se considera que ninguno de los bienes valorados en la herencia lo había heredado de sus antepasados. Cuando murió era el primer contribuyente de Cataluña y tenía la primera fortuna del país, no obstante el reparto que hizo de su fortuna en 1855.
Era una persona creyente, poco amiga del lujo, por lo que pidió ser enterrado en tierra, y no en un nicho o panteón, como entonces empezaba a hacerse, y pidió que en sus exequias se evitase todo tipo de ostentación. A sus hijos les dio una buena educación, pero espartana, característica que conservaron todos ellos a lo largo de su vida.
Ignacio Girona y Targa fue el timón de la familia y de sus negocios hasta sus últimos momentos. Para él, la casa y la familia eran la base de la preeminencia social y económica. Para continuar de alguna manera con la casa, quiso que su hijo Manuel (era el mayor de los hijos de la segunda esposa) le sucediese como líder familiar pero, a pesar del relieve social y económico que adquirió, tanto entre la familia como fuera de ella, cuando faltó el padre, ya no fue lo mismo. Tras la muerte del padre, los hermanos, hijos de la segunda mujer (Rita), Manuel, Jaime, Ignacio y Casimiro, permanecieron muy unidos y participando juntos en la mayor parte de sus negocios, pero la muerte de su padre supuso el final de una etapa familiar. Al morir Ignacio Girona y Agrafel en 1886, el primero de los hijos en morir, entró una nueva generación y, aunque mantuvieron la firme unidad hasta que murieron el resto de sus tíos, en la primera década del siglo XX, la relación entre los primos hermanos ya no podía ser lo mismo.
Ignacio Girona y Targa fue impulsor y director de muchos de los proyectos que pusieron los fundamentos a la industrialización de Cataluña y fue un protagonista principal en uno de los periodos más dinámicos de la historia de la economía catalana.